# プチプチ占い

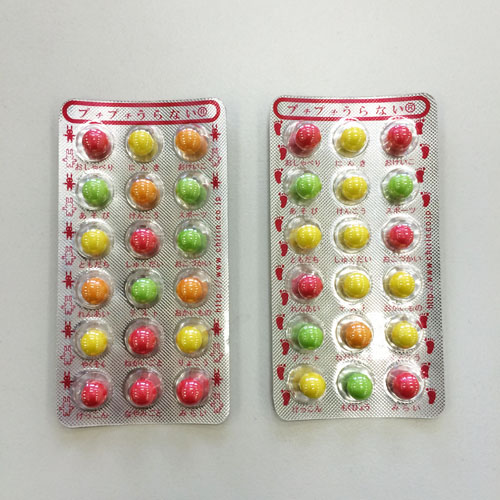
チーリン製菓が販売している準チョコレート菓子。プチプチとチョコレートを出すことで、占いをすることができる。

『プチプチ占い』（プチプチうらない）とは、チーリン製菓が販売している準チョコレート菓子である。その名の通り、パッケージで占いをすることができる。

## チョコレート
準ミルクチョコレートを糖衣したボールチョコ。チョコレートの色は赤・オレンジ・黄・緑色の四種類がランダムで配置されているが、着色料の違いがあるのみで味は同じである。内容量は18粒。

## パッケージ
パッケージはPTP包装シートで、プラスチック部分を強く押すことでアルミ部分が破れ、プチプチと一粒ずつ出すことができる。

## 名称
商品パッケージ・公式サイトのトップでは、「プチプチ占いチョコ玉」の「チ」の部分が小さく表記されている。

## 占い

### 占い項目
プチプチ占い一個につき18項目の占いをすることができる。占い項目はアルミ部分に記載されており、チョコレート一粒ずつに対応している。パッケージごとに項目の種類は様々見られる。

- おしゃべり
- にんき
- おけいこ
- あそび
- けんこう
- スポーツ
- ともだち
- しゅくだい
- おこづかい
- れんあい
- テスト
- おかいもの
- やくそく
- ねがいごと
- りょこう
- けっこん
- なやみごと
- もくひょう
- みらい

など

### 占い方

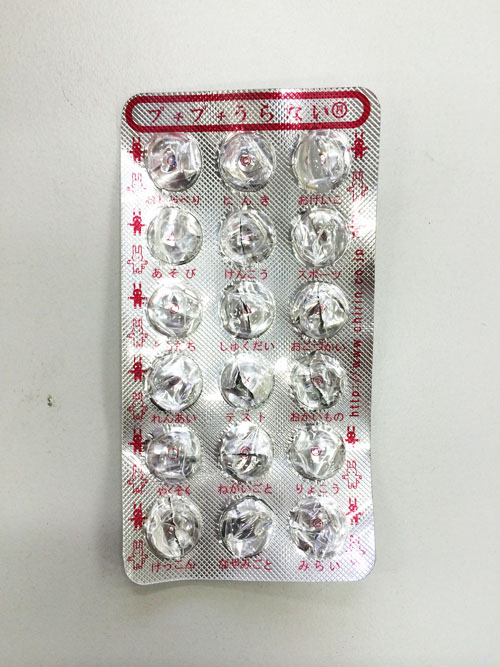
チーリン製菓が販売している準チョコレート菓子。プチプチとチョコレートを出すことで、占いをすることができる。全てのチョコレートを出した後の状態。

チョコレートで隠れているアルミ部分に記載されている。チョコレートを出すことで結果がわかるようになっている。
結果は全4種類。
- ◎：よい
- ○：ややよい
- △：ふつう
- ×：よくない

## シリーズ
チョコレートの味とパッケージの柄が異なる、シリーズ商品が存在する。
- ぷちぷち占いイチゴミルク味
- プチプチ占いチョコバナナ
- プチプチ占いラムネ

## 登場した作品
駄菓子屋を舞台にした漫画作品『だがしかし』中に登場した。同作品のアニメでも、第8話に登場。